# رفاعة (قنا)
قرية رفاعة هي إحدى القرى التابعة لمركز فرشوط في محافظة قنا في جمهورية مصر العربية. حسب إحصاءات سنة 2006، بلغ إجمالي السكان في رفاعة 8725 نسمة، منهم 4348 رجل و4377 امرأة.